# Nell Truman
Frances Ellen Truman, detta Nell (Loughton, 12 dicembre 1945 – 8 aprile 2012), è stata una tennista britannica.
Sorella di Christine Truman, ex tennista britannica.

## Carriera
Ha raggiunto il suo miglior risultato arrivando in finale di doppio agli Open di Francia nel 1972 in coppia con Winnie Shaw, perdendo 6-1, 6-2 da Billie Jean King e Betty Stöve.
In carriera ha raggiunto i quarti di finale di doppio con sua sorella Christine a Wimbledon nel 1965 e le semifinali nel doppio misto, in coppia con Roger Taylor, allo US Open nel 1970.